# Ţūmār Qamīsh
Ţūmār Qamīsh (persiska: طومار قميش) är en ort i Iran.   Den ligger i provinsen Kurdistan, i den nordvästra delen av landet, 400 km väster om huvudstaden Teheran. Ţūmār Qamīsh ligger 1 512 meter över havet och antalet invånare är 414.
Terrängen runt Ţūmār Qamīsh är huvudsakligen kuperad, men den allra närmaste omgivningen är platt. Runt Ţūmār Qamīsh är det ganska glesbefolkat, med 50 invånare per kvadratkilometer. Närmaste större samhälle är Qaplān Tū, 16,8 km sydost om Ţūmār Qamīsh. Trakten runt Ţūmār Qamīsh består till största delen av jordbruksmark.